# Haube

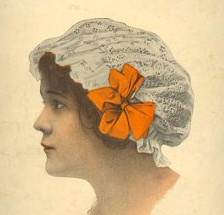
Haube um 1920

Eine Haube ist eine Kopfbedeckung. Das Wort Haube leitet sich von der althochdeutschen Bezeichnung huba ab und bedeutete ursprünglich eine Kopfbedeckung, die die Haare vollständig bedeckt und die sowohl über eine Gesichts- als auch über eine Halsöffnung verfügt, das heißt, die das Gesicht und den Hals umschließt und unter dem Kinn geschlossen wird. Zu den Hauben gehören daher auch die Kapuzen. In Österreich und Teilen von Altbayern wird Haube auch ganz allgemein für weiche Kopfbedeckungen verwendet, die eng am Kopf anliegen, wie etwa Strickmützen, oder auch für Badekappen.
Hauben werden von Männern, Frauen und Kindern getragen. Die männlichen Formen wie die Sturmhaube und die Fliegerhaube, aber auch die im Mittelalter von beiden Geschlechtern getragene kapuzenartige Gugel oder die Bundhaube zeigen eine typische Ausprägung, während die weiblichen Hauben oft um den Hals nicht (ganz) geschlossen werden oder der Verschluss sich auf Bänder reduziert, die unter dem Kinn zur Schleife gebunden werden, insbesondere bei den Trachtenhauben.
Sogenannter Haarschutz oder eine Schutzhaube wird aus hygienischen Gründen getragen. Fall- oder Sturzhauben gelten als der Vorläufer des Sturzhelms.

## Hauben für Frauen

### Geschichte

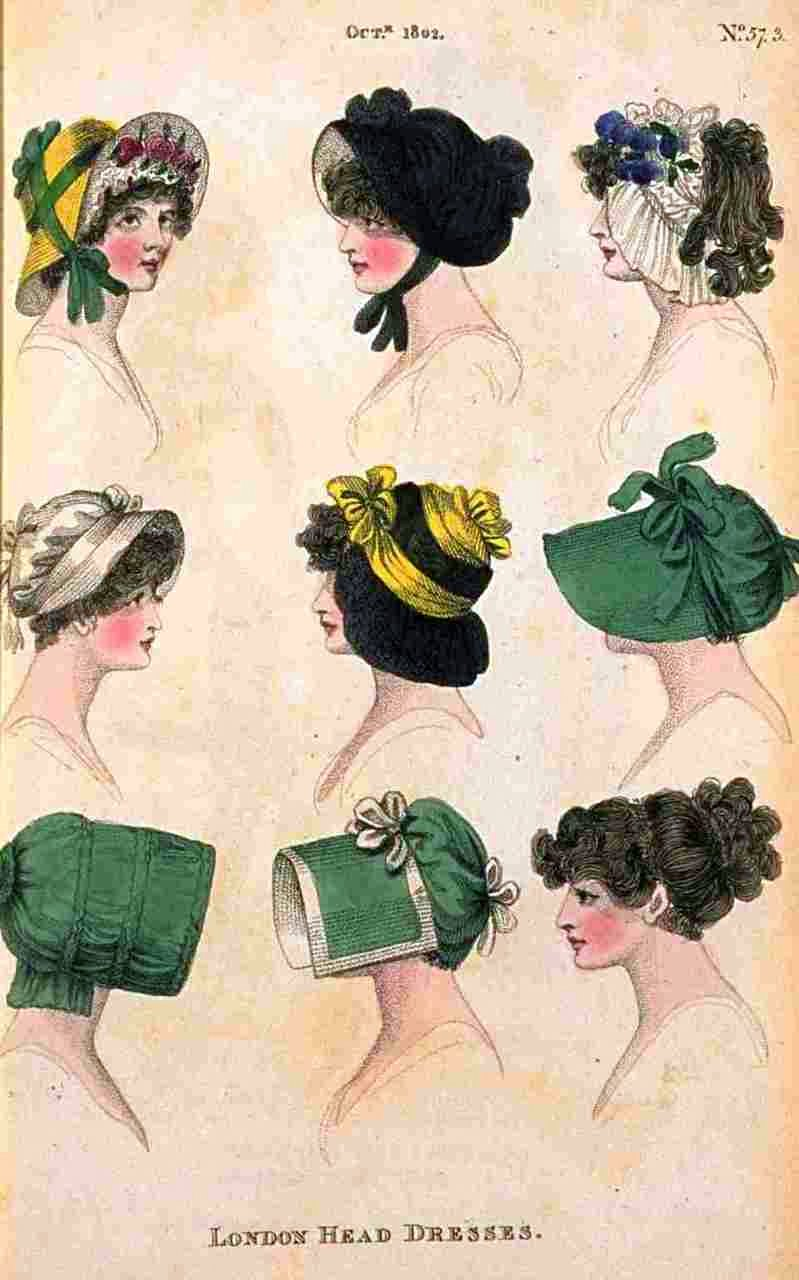
Variationen der Weiterentwicklung der Rokokohaube (Mitte links und oben rechts) zur Form der Schute, „Modekupfer“ 1802

Im Mittelalter und der Frühen Neuzeit verlangte die Norm von verheirateten Frauen das Tragen einer Haube, während unverheiratete ihr Haupt unbedeckt lassen durften. Die Redensart unter die Haube kommen (= heiraten) leitet sich davon ab. Die Haube galt als Zeichen der Frauenwürde und der Wohlanständigkeit; eine Frau ohne Haube (oder andere Kopfbedeckung) galt als „loses Frauenzimmer“. In ganz Europa ist sie fester Bestandteil fast aller Frauentrachten.
Die Begründung der Kirche, dass Frauen ihr Haar zu bedecken hatten, leitet sich ab aus 1 Kor 11,1-16 . Kopftücher und Schleier als weibliche Kopfbedeckung waren jedoch bereits in der Antike üblich. Gegenüber den losen Schleiertüchern, die (hochrangigen) Ehefrauen und Nonnen vorbehalten waren, hatte die ursprünglich enganliegende Haube den praktischen Nutzen, das Haar aus dem Weg zu halten und es vor Verschmutzung zu schützen, z. B. beim Arbeiten am Feuer und anderen Haushaltsverrichtungen. Das weibliche Personal früherer Epochen trug generell Hauben während der Arbeitszeit. Für Dienstmädchen und Zofen in vornehmen Haushalten zählten aufwendig gearbeitete Häubchen und Schürzchen zur Arbeitskleidung und dienten darüber hinaus als Statussymbol des Arbeitgebers.
Hauben wurden meist aus feinem, weißem Leinen gefertigt und – je nach Epoche, Anlass und Finanzkraft der Trägerin – mitunter mit Volants, Spitzen oder Bändern verziert. Ab dem 18. Jahrhundert wurde stattdessen auch Baumwolle verwendet. Daneben gab es auch steife Hauben aus stoffüberzogenem Karton, Hauben ganz aus Spitze, aus Samt, Brokat, mit Stickerei bedeckt usw.
Aus der Haube der bürgerlichen Kleidermode des Rokoko entwickelte sich um 1800 die Schute.

### Formen
Die Formen reichen von handtellergroßen Flecken über das gesamte Haar bedeckende, zum Teil kunstvoll arrangierte Hauben bis hin zu ausladenden Formen, die auch den unteren Teil des Gesichts und den Hals bedeckten.

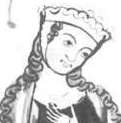
Gebende, Anfang 14. Jahrhundert
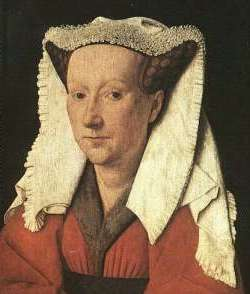
Hörnerhaube (Doppelhennin) mit Kruseler, 1439
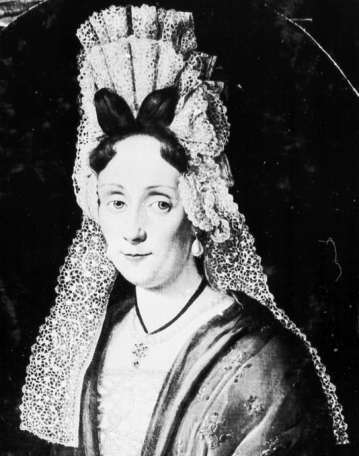
Fontange, Anfang 18. Jahrhundert
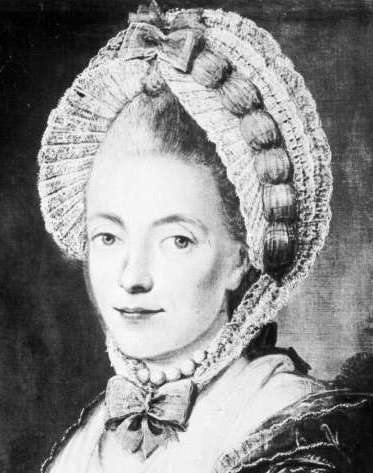
Dormeuse um 1770

Calotte
Die Calotte war eigentlich eine Männerhaube, die im 15./16. Jahrhundert auch von Frauen als Unterhaube unter dem Barett getragen wurde.
Dormeuse
Eine vor allem im späten 18. Jahrhundert beliebte, den Kopf fast ganz umschließende Haubenform mit seitlich weit nach vorne gezogenen Rüschen.
Fontange
Die Fontange ist eine von ca. 1680 bis 1720 vorherrschende Haubenform, die von einem Aufsatz aus Bandschlaufen und Spitzen überragt wurde. Einer in mehreren Varianten überlieferten Legende nach soll der Name auf eine Mätresse Ludwigs XIV. zurückgehen.
Gebende
Das Gebende ist eine im späten 13. und frühen 14. Jahrhundert getragene Kombination aus einem Kinnband und einem kronenähnlichen Ring, manchmal mit gekräuseltem Rand, die mit Nadeln fixiert wurde. Am Gebende wurde häufig die schleierartige Rise befestigt, die den Hals und Dekollete bedeckte.
Hörnerhaube
Hörnerhauben (Doppelhennin) gehören zu den ausgefallenen Haubenformen des 15. Jahrhunderts.
Kalesche
Durch mehrere Fischbeinreifen aufgespannte Haube, die wie das Faltdach der namensgebenden Kutsche zusammengeklappt werden konnte. Sie wurde meist aus Seide gefertigt und schützte die um 1770–1780 üblichen, hohen Frisuren. Sie konnte ebenfalls über Hauben und Hüte gezogen werden. Diese Kopfbedeckung war hauptsächlich im von französischer Mode beeinflussten Mitteleuropa und in Nordamerika verbreitet.
Krüseler oder Kruseler
Der Kruseler ist eigentlich eine Art Schleier, bei dem die Stoffkanten eingekräuselt waren. Er war im Spätmittelalter gebräuchlich und wurde teilweise über einer engansitzenden Haube oder der Hörnerhaube getragen, auch verbunden mit der Hals und Dekollete verdeckenden Rise.
Riegelhaube
Die Riegelhaube bedeckt den Hinterkopf bis zu den Ohren und läuft am unteren Ende in zwei Spitzen aus, die als „Geißeuterl“ bezeichnet werden. Tatsächlich waren nicht die Euter von Ziegen das Vorbild. Sie entwickelte sich aus einer Haube des 18. Jahrhunderts, deren Weite im Nacken mittels eines Zugbands reguliert und dieses mit einer Schleife im Nacken geschlossen wurde. Die hierdurch geprägte Sehgewohnheit scheint eine Haube ohne (wenigstens angedeutete) Nackenschleife als unvollständig wahrgenommen zu haben; funktionslose Schleifenelemente im Nacken der Haube sind Bestandteil vieler Frauentrachten.
Weitere
Fladuse (auch: Flattuse), Schneppenhaube, Bückeburger Haube, Flinderhaube, Wulsthaube, Radhaube, Chenillehaube, Dousettehaube, Rüschenhaube, Schleierhaube, Brabanter Haube, Limburger Haube, Knipmütze, Kornetthaube, Kommodchen, Tur (Turke), Boakkappe, Plunderhaube, Nebelhaube, Prüllmütze, Reginahaube, Schleifenhaube, Ziehhaube.

## Hauben für Männer
Beckenhaube
Bei der Beckenhaube handelte es sich um eine Helmtyp.
Bundhaube
Die Bundhaube wurde zum Schutz des Kopfes unter einem Helm verwendet, aber auch ohne diesen getragen.
Calotte
Die aus der Pileus genannten antiken Filzkappe hervorgegangene Calotte diente wie die Bundhaube als Unterhaube unter dem Helm und Hausbekleidung.
Drahthaube

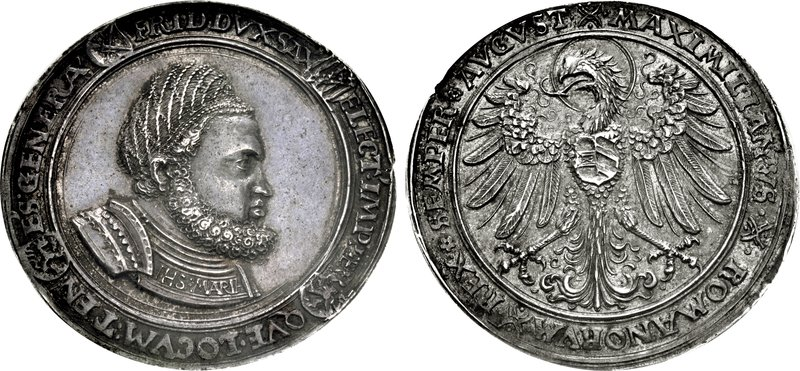
Locumtenenstaler Friedrichs des Weisen mit Drahthaube, geprägt nach 1507 (erste Vikariatsgedenkprägung Sachsens)

Eine Drahthaube ist „eine so genannte Kalotte, eigentlich eine Unterhaube zur Bändigung langen Haupthaars und zugleich zur Befestigung des Baretts, die oft bei männlichen Privatbildnissen dieser Zeit wie Jakob Fugger erscheint. Sie dürfte hier als gepflegte Variante der Barhäuptigkeit, als Zeichen einer demütigen Grundhaltung zu verstehen sein.“ Beispielsweise ist der sächsische Kurfürst Friedrich der Weise auf der Vorderseite des Locumtenenstalers, der von Lucas Cranach dem Älteren gestaltet und auf die Verleihung der Statthalterwürde durch König Maximilian I. geprägt wurde, mit Drahthaube abgebildet.

## Hauben für Säuglinge und Kleinkinder

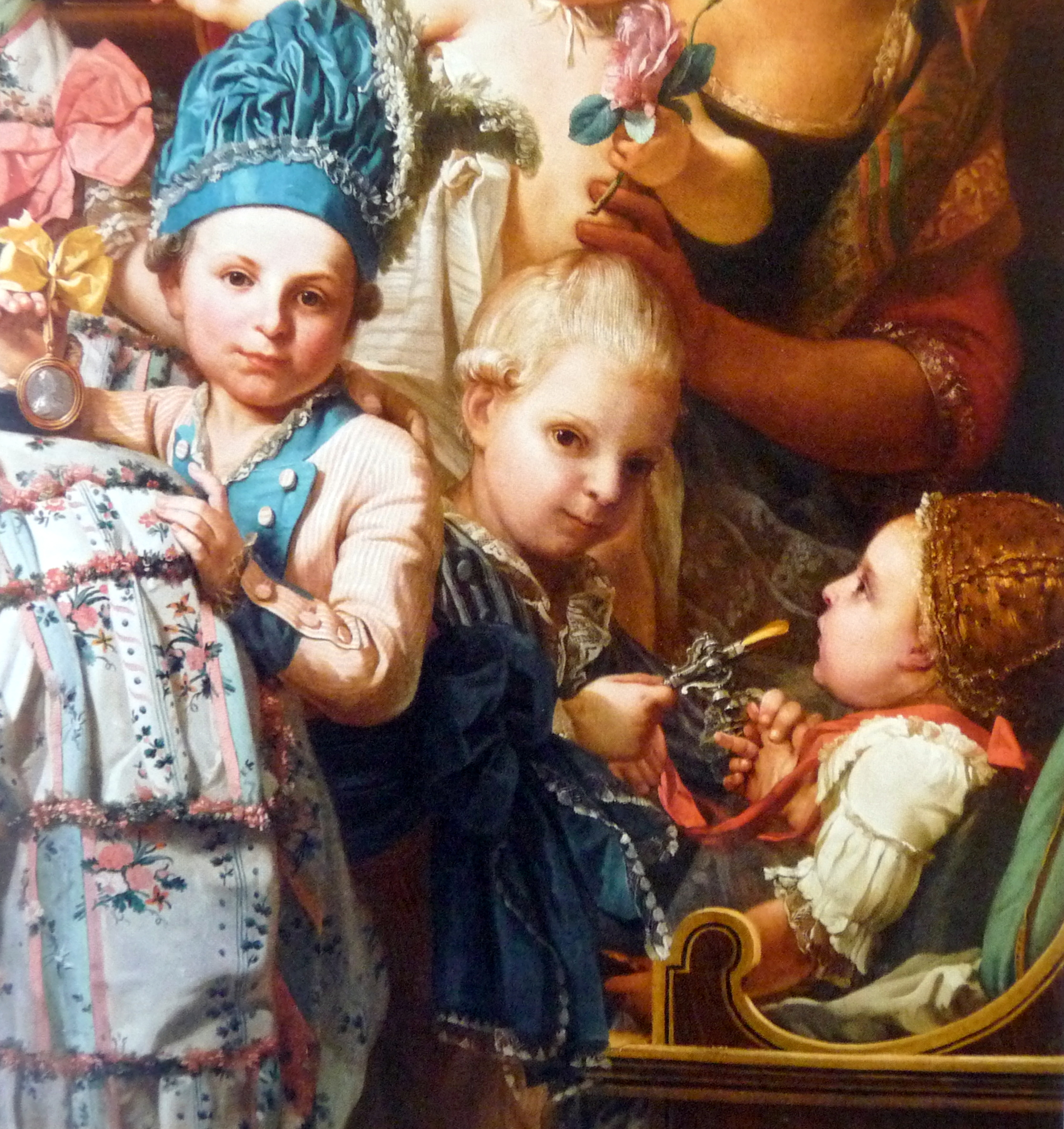
Verschiedene Formen von Säuglings- und Kinderhauben im 18. Jahrhundert

Um die meist spärlich behaarten Säuglinge vor Kälte und Sonne zu schützen, trugen diese in früherer Zeit generell Hauben, meist einfache Bundhauben. Diese sollten eng sitzen. Durch diese Maßnahme versuchte man, spätere abstehende Ohren bereits im Vorfeld zu vermeiden.
Eine weitere Besonderheit ist die Fallhaube bzw. Sturzhaube, in der Schweiz auch „Bolli“ genannt. Diese wurde von Kindern der bürgerlichen Oberschicht und des Adels getragen. Sie sollte verhindern, dass Kleinkinder, während sie laufen lernten, ihre empfindliche Köpfchen verletzten. Die Fall- bzw. Sturzhaube war meist aus Leder gefertigt, innen gepolstert und konnte bis zu einem gewissen Grad an den wachsenden Kopf angepasst werden. Der umlaufende Bund war dabei zu einem dick gepolsterten Wulst geformt. Meist waren diese Hauben mit Schleifen und Bändern geschmückt.
Heute werden Fall- bzw. Sturzhauben als medizinische Hilfsmittel verwendet. Sie dienen Epileptikern, insbesondere Kindern mit dieser Erkrankung, zur Prävention von Kopfverletzungen.

## Hauben für hygienische Zwecke

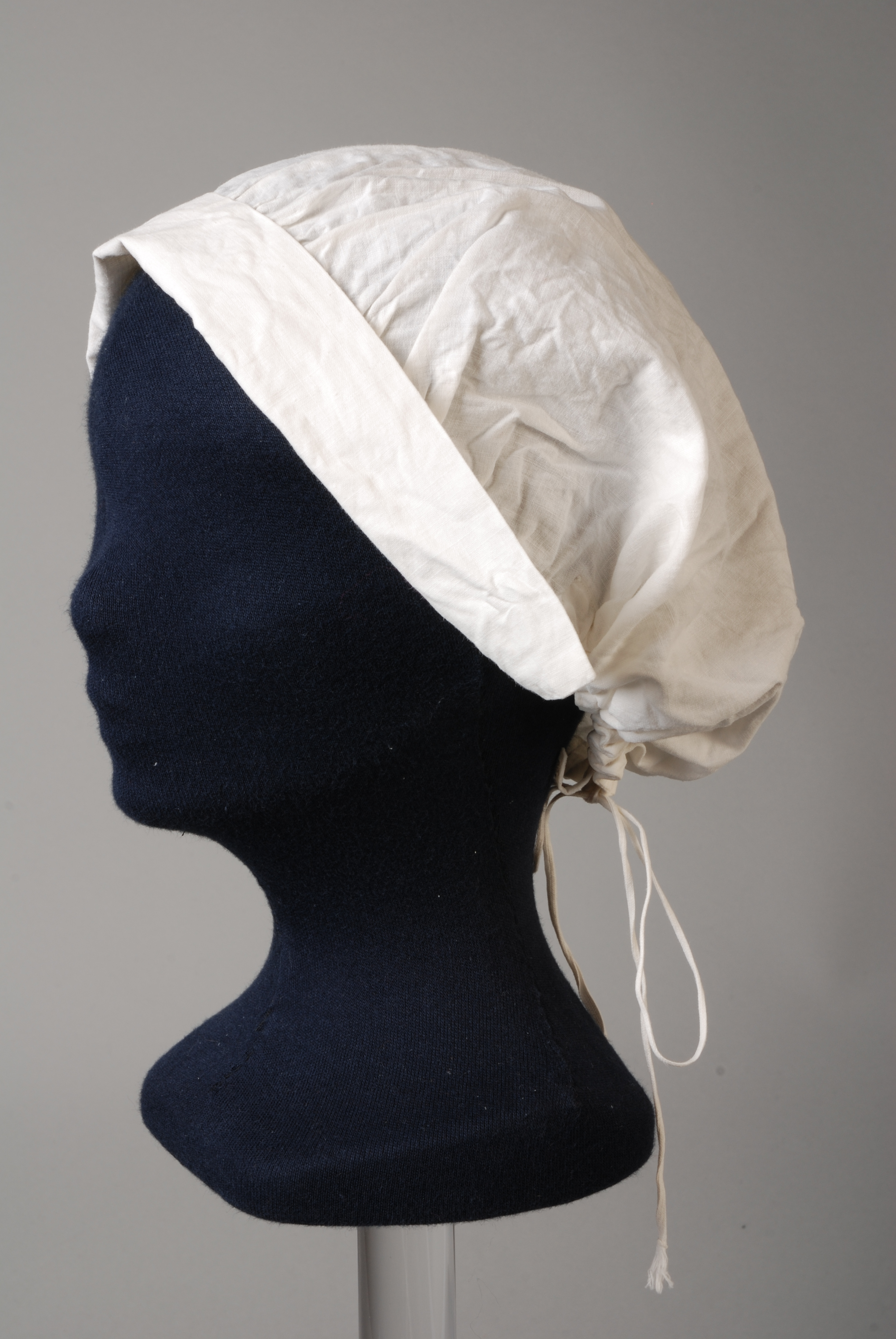
Kochhaube, Niederlande, um 1932/1937

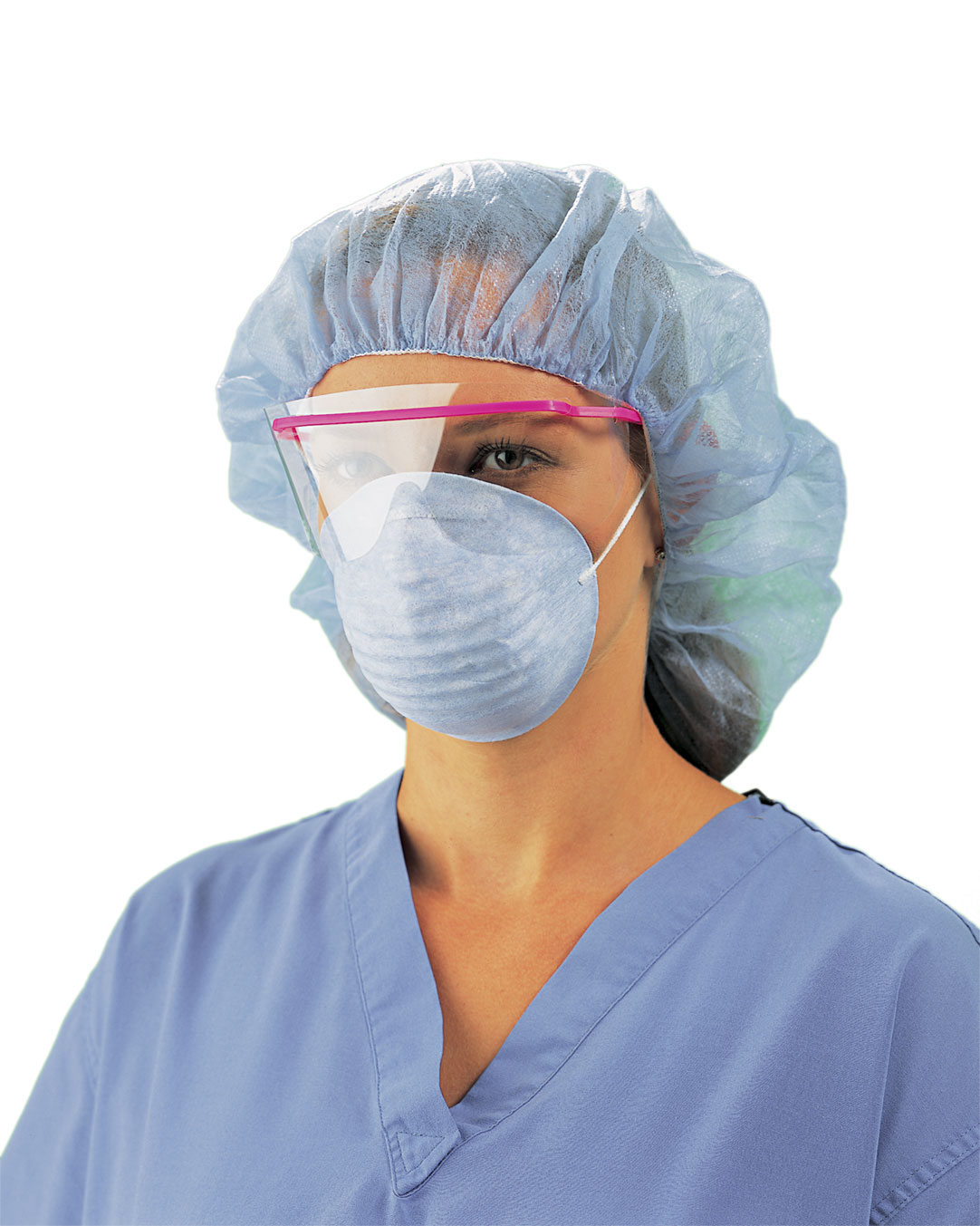
Schutzhaube, kombiniert mit Schutzvisier und Mund-Nasen-Schutz

In verschiedenen Bereichen des Gesundheitswesens und des lebensmittelproduzierenden bzw. -verarbeitenden Gewerbes ist das Tragen von Schutzhauben für bestimmte Tätigkeiten vorgeschrieben. In Deutschland ist die Grundlage hierfür das Infektionsschutzgesetz.
Je nach Einsatzbereich werden einfache Haarnetze, Barrett- oder Vlieshauben verwendet, die durch einen Gummizug am Kopf gehalten werden. Mit allen Modellen kann eine Haube für den Bart (Bartschutz) kombiniert werden. Sogenannte Astrohauben bedecken zusätzlich den Hals; Kapuzenhauben auch den Nackenbereich. Diese Hauben sind zum Teil mit integriertem Mund-Nasen-Schutz erhältlich.
In der Regel handelt es sich bei diesen Produkten um Einmalartikel.

## Sonstige Einsatzbereiche
In Reinräumen der Halbleiterfertigung und bei der Spurensicherung werden ebenfalls Hauben getragen bzw. sind als Kapuze im Schutzoverall integriert.
Die Warbonnets der nordamerikanischen Prärie-Indianer werden im Deutschen als Federhaube bezeichnet.